# 1737.
◄ | 17. stoljeće | 18. stoljeće | 19. stoljeće | ►
◄ | 1700-ih | 1710-ih | 1720-ih | 1730-ih | 1740-ih | 1750-ih | 1760-ih | ►
◄◄ | ◄ | 1734. | 1735. | 1736. | 1737. | 1738. | 1739. | 1740. | ► | ►►
Arhitektura • Astronomija • Biologija • Glazba • Kazalište • Kemija • Kiparstvo • Knjige • Književnost • Kršćanstvo • Medicina • Politika • Pravo • Promet • Slikarstvo • Znanost

## Rođenja
- 15. rujna – Mikloš Küzmič slovenski pisac, prevoditelj i katolički svećenik u Mađarskoj († 1804.)

## Smrti
- 21. siječnja – Ignjat Đurđević, hrvatski pjesnik i prevoditelj (* 1675.)
- 3. prosinca – Ardelio della Bella, talijanski isusovac propovjednik, misionar, znanstvenik, pisac, leksikograf (* 1655.)

## Vanjske poveznice
|  | Zajednički poslužitelj ima još gradiva o temi 1737. |